# Priacanthus tayenus
Priacanthus tayenus är en fiskart som beskrevs av Richardson, 1846. Priacanthus tayenus ingår i släktet Priacanthus och familjen Priacanthidae. Inga underarter finns listade i Catalogue of Life.